# Kalnost
Kalnost je množství organických i anorganických částic na určitou plochu. Dá se určit v kapalinách. Při různých průzkumech a monitorovacích akcích se zjišťuje např. kalnost u vody. V řekách je to jeden z faktorů, který se při monitorování vody určuje. Podle kalnosti se dá určit kvalita vody anebo její znečištění.